# Miloslav Srovnal
Miloslav Srovnal (* 11. ledna 1945) je bývalý československý hokejový útočník.

## Hokejová kariéra
V československé lize hrál za VSŽ Košice a TJ Gottwaldov. Odehrál 3 ligové sezóny.

## Klubové statistiky
| Sezona    | Klub          | Soutěž  | Základní část | Základní část | Základní část | Základní část | Základní část |
| Sezona    | Klub          | Soutěž  | Z             | G             | A             | B             | TM            |
| --------- | ------------- | ------- | ------------- | ------------- | ------------- | ------------- | ------------- |
| 1967/1968 | VSŽ Košice    | 1. liga | -             | -             | -             | -             | -             |
| 1968/1969 | TJ Gottwaldov | 1. liga | 9             | 2             | 1             | 3             | -             |
| 1969/1970 | TJ Gottwaldov | 1. liga | 18            | 4             | 4             | 8             | -             |